# 年度
年度（ねんど、英: year）とは、暦年とは別に、特定の目的のために規定された1年間の区切り方。

## 概要
会計など事務作業を目的としたものが中心で、またその多くは政府機関や業界団体等により決定されている。
例えば会計の年度を会計年度と言う。また学校の年度は学校年度、砂糖の収穫の統計に関わる年度は砂糖年度、といった方法で命名されている。

### 語法
年度の中には欧米での行政の会計年度などのように、通常の暦年（暦の上での年）と開始点・終了点が一致するものもある。
日本では多くの場合、グレゴリオ暦の1月1日以外を開始点とするものが狭義の「年度」とされ、暦年と区別する意味で「年度」と呼んでいる。ただし、暦策定の目的ではない特定の目的で計算などをするために「1年」を定める必要がありそのための開始日を任意に定めており、たまたま1月1日でも良いのでそうしている場合も「年度」と呼ぶ。また、単に「○○年の」という意味で「○○年度」という表現が誤って使われている場合もある。

## 年数の表現
各年度は「平成13年度｣と表現することが多い。つまり通常の暦法による年表記に「度」を付け加えて年度の表記とする。年度途中で改元があった場合の表記であるが、平成元年（1989年）3月に議決された補正予算は「昭和六十三年度補正予算」とされていたが、昭和元年（1926年）12月に議決された追加予算は「大正十五昭和元年度」と併記されていた。
西暦は世界共通表記の為、「2001 / 02年度」「2001 / 2002年度」とは表記使用しない。年度とは、元号に対して使用する日本独自の表記になる。

## 様々な年度の一覧（各地域概要）
各例には国名を明示していても、それらの国以外での有無について言及するものではない。
「+」が付いている年度は同じ年数の暦年に開始し、「-」が付いている年度は前年に開始する。印のない年度は、不明、あるいは、原則として2暦年を併記する。

### 会計年度
- ヨーロッパ、中国、韓国 - 1月開始。
- 日本 - 4月開始+。
- アメリカ（北アメリカ） - 10月開始。

各民間企業の会計年度の開始月や決算月は、法人設立時に任意に定めることができる。たとえば10月に始まり9月に終わるとしても良いし、2月に始まり1月に終わるとしてもよい。また、開始月を、所定の手続きにしたがうかたちで変更することもできる。

### 学校年度
学校における一学年の期間。
- スリランカ、バングラデシュ、東ティモール、ケニア、ザンビア、ジンバブエ、タンザニア、ルワンダ、エルサルバドル、グアテマラ、コロンビア - 1月開始。
- ウガンダ、モザンビーク、ニカラグア、パラグアイ、ブラジル、ボリビア、ホンジュラス - 2月開始。
- 韓国、ペルー - 3月開始。
- 日本、北朝鮮、インド、パキスタン、ネパール、エクアドル（海岸地域） - 4月開始。
- タイ - 5月開始。
- フィリピン、ミャンマー、スーダン - 6月開始。
- インドネシア - 7月開始。
- ドミニカ共和国 - 8月開始。
- ヨーロッパ、アメリカ、カナダ、中国、ベトナム、ラオス、エジプト、エチオピア、ガーナ、カメルーン、シエラレオネ、マラウィ、エクアドル、ハイチ - 9月開始。
- カンボジア、ギニア、ギニア・ビサウ、セネガル、トーゴ、ニジェール、ブルキナファソ、ベナン、マリ - 10月開始。

### 他
- 農作物・加工品
  - いも年度 - 日本、9月開始+[5]。
  - 生糸年度 - 日本、6月開始+[5]。
  - 砂糖年度 - 日本、10月開始+（砂糖及びでん粉の価格調整に関する法律2条8号で規定）[5][6]。
  - 大豆年度 - 日本、10月開始+[5]。
  - でん粉年度 - 日本、10月開始+（砂糖及びでん粉の価格調整に関する法律2条8号で規定）[5]。
  - 穀物年度 - アメリカ、9月開始[7]。
  - 小麦年度
    - アメリカ - 6月開始[8]。
    - 中国 - 7月開始[9]。

  - トウモロコシ年度
    - アメリカ - 9月開始[8]。
    - 中国 - 10月開始[9]。

  - 米穀年度 - 日本、11月開始-[10][5]。
  - コメ年度 - 中国、1月開始[9]。
  - 麦年度 - 日本、7月開始+[5]。
  - わら工品年度 - 日本、11月開始+[5]。
  - 綿花年度 - 日本、8月開始-[5]。
  - 羊毛年度 - 日本、7月開始-[5]。
  - 醸造年度（酒造年度） - 日本、7月開始-。酒造業界用の年度。日本では国税庁が規定した7月開始のものが使われている[11]。
- 工業製品
  - 農薬年度 - 日本、10月開始-[5]。
  - 肥料年度 - 日本、6月開始+（平成21年（2009年）度までは7月開始+）[12]。
  - 冷凍年度 - 空調・冷却機器業界用の年度。日本では日本冷凍空調工業会が規定した10月開始のものが使われてきた。冷暖房兼用エアコンの普及により平成15年（2003年）秋をもって廃止となり、以降は4月開始の通常の会計年度が用いられている。

## 日本の年度
現在の日本における具体的な年度の例としては、4月1日から翌年3月31日までを括る「新年度」や「会計年度」、「学校年度」などが一般にも用いられる。本来は種類を特定して使用するのが妥当であるものの、国の会計年度や学校年度が4月から3月までのため、単に年度といった場合、4月からのものを意味するのが一般的である。国の法律でも例えば、国と地方の協議の場に関する法律第4条第1項など、この用例は多い。この区切りは明治時代から続く。
以下の表に、日本の年度を記す。
| 年度         | 年度         | 暦年     | 前年     | 前年     | 前年     | 前年     | 前年   | 前年   | 今年   | 今年   | 今年   | 今年   | 今年   | 今年   | 今年   | 今年   | 今年   | 今年   | 今年   | 今年   | 次年   | 次年   | 次年   | 次年   | 次年   | 次年   | 次年     | 次年     | 次年     | 次年     | 次年     | 次年     |
| 年度         | 年度         | 開始月   | 7 月     | 8 月     | 9 月     | 10 月    | 11 月  | 12 月  | 1 月   | 2 月   | 3 月   | 4 月   | 5 月   | 6 月   | 7 月   | 8 月   | 9 月   | 10 月  | 11 月  | 12 月  | 1 月   | 2 月   | 3 月   | 4 月   | 5 月   | 6 月   | 7 月     | 8 月     | 9 月     | 10 月    | 11 月    | 12 月    |
| ------------ | ------------ | -------- | -------- | -------- | -------- | -------- | ------ | ------ | ------ | ------ | ------ | ------ | ------ | ------ | ------ | ------ | ------ | ------ | ------ | ------ | ------ | ------ | ------ | ------ | ------ | ------ | -------- | -------- | -------- | -------- | -------- | -------- |
| 羊毛年度     | 07月開始年度 | 前年07月 | 今年度   | 今年度   | 今年度   | 今年度   | 今年度 | 今年度 | 今年度 | 今年度 | 今年度 | 今年度 | 今年度 | 今年度 | 次年度 | 次年度 | 次年度 | 次年度 | 次年度 | 次年度 | 次年度 | 次年度 | 次年度 | 次年度 | 次年度 | 次年度 | 次々年度 | 次々年度 | 次々年度 | 次々年度 | 次々年度 | 次々年度 |
| 綿花年度     | 08月開始年度 | 前年08月 | 前       | 今年度   | 今年度   | 今年度   | 今年度 | 今年度 | 今年度 | 今年度 | 今年度 | 今年度 | 今年度 | 今年度 | 今年度 | 次年度 | 次年度 | 次年度 | 次年度 | 次年度 | 次年度 | 次年度 | 次年度 | 次年度 | 次年度 | 次年度 | 次年度   | 次々年度 | 次々年度 | 次々年度 | 次々年度 | 次々年度 |
| 農薬年度     | 10月開始年度 | 前年10月 | 前年度   | 前年度   | 前年度   | 今年度   | 今年度 | 今年度 | 今年度 | 今年度 | 今年度 | 今年度 | 今年度 | 今年度 | 今年度 | 今年度 | 今年度 | 次年度 | 次年度 | 次年度 | 次年度 | 次年度 | 次年度 | 次年度 | 次年度 | 次年度 | 次年度   | 次年度   | 次年度   | 次々年度 | 次々年度 | 次々年度 |
| 米穀年度     | 11月開始年度 | 前年11月 | 前年度   | 前年度   | 前年度   | 前年度   | 今年度 | 今年度 | 今年度 | 今年度 | 今年度 | 今年度 | 今年度 | 今年度 | 今年度 | 今年度 | 今年度 | 今年度 | 次年度 | 次年度 | 次年度 | 次年度 | 次年度 | 次年度 | 次年度 | 次年度 | 次年度   | 次年度   | 次年度   | 次年度   | 次々     | 次々     |
| 貿易年度     | 01月開始年度 | 当年01月 | 前年度   | 前年度   | 前年度   | 前年度   | 前年度 | 前年度 | 今年度 | 今年度 | 今年度 | 今年度 | 今年度 | 今年度 | 今年度 | 今年度 | 今年度 | 今年度 | 今年度 | 今年度 | 次年度 | 次年度 | 次年度 | 次年度 | 次年度 | 次年度 | 次年度   | 次年度   | 次年度   | 次年度   | 次年度   | 次年度   |
| 会計年度     | 04月開始年度 | 当年04月 | 前年度   | 前年度   | 前年度   | 前年度   | 前年度 | 前年度 | 前年度 | 前年度 | 前年度 | 今年度 | 今年度 | 今年度 | 今年度 | 今年度 | 今年度 | 今年度 | 今年度 | 今年度 | 今年度 | 今年度 | 今年度 | 次年度 | 次年度 | 次年度 | 次年度   | 次年度   | 次年度   | 次年度   | 次年度   | 次年度   |
| 学校年度     | 04月開始年度 | 当年04月 | 前年度   | 前年度   | 前年度   | 前年度   | 前年度 | 前年度 | 前年度 | 前年度 | 前年度 | 今年度 | 今年度 | 今年度 | 今年度 | 今年度 | 今年度 | 今年度 | 今年度 | 今年度 | 今年度 | 今年度 | 今年度 | 次年度 | 次年度 | 次年度 | 次年度   | 次年度   | 次年度   | 次年度   | 次年度   | 次年度   |
| 生糸年度     | 06月開始年度 | 当年06月 | 前年度   | 前年度   | 前年度   | 前年度   | 前年度 | 前年度 | 前年度 | 前年度 | 前年度 | 前年度 | 前年度 | 今年度 | 今年度 | 今年度 | 今年度 | 今年度 | 今年度 | 今年度 | 今年度 | 今年度 | 今年度 | 今年度 | 今年度 | 次年度 | 次年度   | 次年度   | 次年度   | 次年度   | 次年度   | 次年度   |
| 肥料年度     | 06月開始年度 | 当年06月 | 前年度   | 前年度   | 前年度   | 前年度   | 前年度 | 前年度 | 前年度 | 前年度 | 前年度 | 前年度 | 前年度 | 今年度 | 今年度 | 今年度 | 今年度 | 今年度 | 今年度 | 今年度 | 今年度 | 今年度 | 今年度 | 今年度 | 今年度 | 次年度 | 次年度   | 次年度   | 次年度   | 次年度   | 次年度   | 次年度   |
| 麦年度       | 07月開始年度 | 当年07月 | 前年度   | 前年度   | 前年度   | 前年度   | 前年度 | 前年度 | 前年度 | 前年度 | 前年度 | 前年度 | 前年度 | 前年度 | 今年度 | 今年度 | 今年度 | 今年度 | 今年度 | 今年度 | 今年度 | 今年度 | 今年度 | 今年度 | 今年度 | 今年度 | 次年度   | 次年度   | 次年度   | 次年度   | 次年度   | 次年度   |
| 酒造年度     | 07月開始年度 | 当年07月 | 前年度   | 前年度   | 前年度   | 前年度   | 前年度 | 前年度 | 前年度 | 前年度 | 前年度 | 前年度 | 前年度 | 前年度 | 今年度 | 今年度 | 今年度 | 今年度 | 今年度 | 今年度 | 今年度 | 今年度 | 今年度 | 今年度 | 今年度 | 今年度 | 次年度   | 次年度   | 次年度   | 次年度   | 次年度   | 次年度   |
| いも年度     | 09月開始年度 | 当年09月 | 前々     | 前々     | 前年度   | 前年度   | 前年度 | 前年度 | 前年度 | 前年度 | 前年度 | 前年度 | 前年度 | 前年度 | 前年度 | 前年度 | 今年度 | 今年度 | 今年度 | 今年度 | 今年度 | 今年度 | 今年度 | 今年度 | 今年度 | 今年度 | 今年度   | 今年度   | 次年度   | 次年度   | 次年度   | 次年度   |
| 砂糖年度     | 10月開始年度 | 当年10月 | 前々年度 | 前々年度 | 前々年度 | 前年度   | 前年度 | 前年度 | 前年度 | 前年度 | 前年度 | 前年度 | 前年度 | 前年度 | 前年度 | 前年度 | 前年度 | 今年度 | 今年度 | 今年度 | 今年度 | 今年度 | 今年度 | 今年度 | 今年度 | 今年度 | 今年度   | 今年度   | 今年度   | 次年度   | 次年度   | 次年度   |
| 大豆年度     | 10月開始年度 | 当年10月 | 前々年度 | 前々年度 | 前々年度 | 前年度   | 前年度 | 前年度 | 前年度 | 前年度 | 前年度 | 前年度 | 前年度 | 前年度 | 前年度 | 前年度 | 前年度 | 今年度 | 今年度 | 今年度 | 今年度 | 今年度 | 今年度 | 今年度 | 今年度 | 今年度 | 今年度   | 今年度   | 今年度   | 次年度   | 次年度   | 次年度   |
| でん粉年度   | 10月開始年度 | 当年10月 | 前々年度 | 前々年度 | 前々年度 | 前年度   | 前年度 | 前年度 | 前年度 | 前年度 | 前年度 | 前年度 | 前年度 | 前年度 | 前年度 | 前年度 | 前年度 | 今年度 | 今年度 | 今年度 | 今年度 | 今年度 | 今年度 | 今年度 | 今年度 | 今年度 | 今年度   | 今年度   | 今年度   | 次年度   | 次年度   | 次年度   |
| わら工品年度 | 11月開始年度 | 当年11月 | 前々年度 | 前々年度 | 前々年度 | 前々年度 | 前年度 | 前年度 | 前年度 | 前年度 | 前年度 | 前年度 | 前年度 | 前年度 | 前年度 | 前年度 | 前年度 | 前年度 | 今年度 | 今年度 | 今年度 | 今年度 | 今年度 | 今年度 | 今年度 | 今年度 | 今年度   | 今年度   | 今年度   | 今年度   | 次年度   | 次年度   |
| 年度         | 年度         | 開始月   | 7 月     | 8 月     | 9 月     | 10 月    | 11 月  | 12 月  | 1 月   | 2 月   | 3 月   | 4 月   | 5 月   | 6 月   | 7 月   | 8 月   | 9 月   | 10 月  | 11 月  | 12 月  | 1 月   | 2 月   | 3 月   | 4 月   | 5 月   | 6 月   | 7 月     | 8 月     | 9 月     | 10 月    | 11 月    | 12 月    |
| 年度         | 年度         | 暦年     | 前年     | 前年     | 前年     | 前年     | 前年   | 前年   | 今年   | 今年   | 今年   | 今年   | 今年   | 今年   | 今年   | 今年   | 今年   | 今年   | 今年   | 今年   | 次年   | 次年   | 次年   | 次年   | 次年   | 次年   | 次年     | 次年     | 次年     | 次年     | 次年     | 次年     |

日本では、「昭和57年度」（1982年4月 - 1983年3月）、「平成23年度」（2011年4月 - 2012年3月）のように元号で年度を呼ぶ場合もある。その際、2つの元号に跨る年は、その年度の開始時点での元号を採用する。例えば4月開始の年度の場合、1989年は1月8日改元なので、1988年度は「平成元年度」ではなく「昭和63年度」と表す。ただし、日本の会計年度では特例として、2019年4月からを「令和元年度」とする申合せがなされている。
また、会計・税務・財務等の分野では、年度の「開始月」「終了月」を基準として当該年度を「○月開始年度」「○月終了年度」と表記する場合がある。以下に通年の表記事例をそれぞれ示す。
| - 01月開始年度 …… 当年01月から 当年12月まで - 02月開始年度 …… 当年02月から 翌年01月まで - 03月開始年度 …… 当年03月から 翌年02月まで - 04月開始年度 …… 当年04月から 翌年03月まで - 05月開始年度 …… 当年05月から 翌年04月まで - 06月開始年度 …… 当年06月から 翌年05月まで - 07月開始年度 …… 当年07月から 翌年06月まで - 08月開始年度 …… 当年08月から 翌年07月まで - 09月開始年度 …… 当年09月から 翌年08月まで - 10月開始年度 …… 当年10月から 翌年09月まで - 11月開始年度 …… 当年11月から 翌年10月まで - 12月開始年度 …… 当年12月から 翌年11月まで | - 12月終了年度 …… 当年01月から 当年12月まで - 01月終了年度 …… 前年02月から 当年01月まで - 02月終了年度 …… 前年03月から 当年02月まで - 03月終了年度 …… 前年04月から 当年03月まで - 04月終了年度 …… 前年05月から 当年04月まで - 05月終了年度 …… 前年06月から 当年05月まで - 06月終了年度 …… 前年07月から 当年06月まで - 07月終了年度 …… 前年08月から 当年07月まで - 08月終了年度 …… 前年09月から 当年08月まで - 09月終了年度 …… 前年10月から 当年09月まで - 10月終了年度 …… 前年11月から 当年10月まで - 11月終了年度 …… 前年12月から 当年11月まで |